# Хрушовє
Хрушовє (словен. Hrušovje) — поселення в общині Шентюр, Савинський регіон, Словенія. 
Висота над рівнем моря: 465,4 м.